# (R)-6-hidroksinikotin oksidaza
-6-hidroksinikotin oksidaza (EC 1.5.3.6, D-6-hidroksinikotinska oksidaza, 6-hidroksi-D-nikotinska oksidaza) je enzim sa sistematskim imenom (R)-6-hidroksinikotin:kiseonik oksidoreduktaza. Ovaj enzim katalizuje sledeću hemijsku reakciju
()-6-hidroksinikotin + H2O + O2 {\displaystyle \rightleftharpoons } 1-(6-hidroksipiridin-3-il)-4-(metilamino)butan-1-on + H2O2
Ovaj enzim je flavoprotein (FAD).

## Literatura
- Nicholas C. Price; Lewis Stevens (1999). Fundamentals of Enzymology: The Cell and Molecular Biology of Catalytic Proteins (Third изд.). USA: Oxford University Press. ISBN 019850229X.
- Eric J. Toone (2006). Advances in Enzymology and Related Areas of Molecular Biology, Protein Evolution (Volume 75 изд.). Wiley-Interscience. ISBN 0471205036.
- Branden C; Tooze J. Introduction to Protein Structure. New York, NY: Garland Publishing. ISBN 0-8153-2305-0.
- Irwin H. Segel. Enzyme Kinetics: Behavior and Analysis of Rapid Equilibrium and Steady-State Enzyme Systems (Book 44 изд.). Wiley Classics Library. ISBN 0471303097.

## Spoljašnje veze
- (R)-6-hydroxynicotine+oxidase на 